# San Gimignano
San Gimignano (italienskt uttal: [san dʒimiɲˈɲaːno]) är en liten medeltida muromgiven stad och kommun i provinsen Siena i regionen Toscana i Italien. Kommunen hade 7 760 invånare (2018).
San Gimignano är berömt för sin medeltida arkitektur och unik för sitt bevarande av ett dussintal av sina tornhus. Inom murarna hyser de välbevarade byggnaderna anmärkningsvärda exempel både på romansk och gotisk arkitektur, med framstående exempel på både kyrkor och profana byggnader. Palazzo Comunale, Kollegiatkyrkan och Sankt Augustinus kyrka innehåller fresker från 1300- och 1500-talet. San Gimignanos historiska stadskärna är ett av Unescos världsarv.
Staden är också känd för saffran, sin gyllene skinka, och sitt vita vin, Vernaccia di San Gimignano, framställt av en ålderdomlig variant av druvan Vernaccia, som odlas på sandstenskullarnas sluttningar i området.